# 仙鶴門駅
座標: 北緯32度5分7秒 東経118度54分18秒 / 北緯32.08528度 東経118.90500度
仙鶴門駅（せんかくもん-えき）は中華人民共和国江蘇省南京市棲霞区仙林大道にある、南京地下鉄2号線の駅である。

## 駅構造
- 島式ホーム1面2線の高架駅。
- 総建築面積は5312平方メートル。

| 上り | ■2号線 | 新街口・元通・油坊橋方面 |
| 下り | ■2号線 | 経天路方面               |

## 駅周辺
- 仙居花園

## 歴史
- 2010年5月28日2号線の駅として開業。[1]。

## 隣の駅
南京地下鉄
■2号線
金馬路駅 - 仙鶴門駅 - 学則路駅